# مالكولم ديماركو
مالكولم ديماركو (بالإنجليزية: Mac DeMarco) (و. 1990  م) هو فنان موسيقي ‏، ومغني، وكاتب أغاني كندي، يستخدم آلات قيثارة.

## روابط خارجية
- مالكولم ديماركو على موقع IMDb (الإنجليزية)
- مالكولم ديماركو على موقع روتن توميتوز (الإنجليزية)
- مالكولم ديماركو على موقع ألو سيني (الفرنسية)
- مالكولم ديماركو على موقع ميوزك برينز (الإنجليزية)
- مالكولم ديماركو على موقع رولينغ ستون (الإنجليزية)
- مالكولم ديماركو على موقع أول ميوزيك (الإنجليزية)
- مالكولم ديماركو على موقع ديسكوغز (الإنجليزية)
- مالكولم ديماركو على موقع قاعدة بيانات الفيلم (الإنجليزية)